# 247553 Berndpauli
247553 Berndpauli este o planetă minoră (asteroid), cu un diametru de 6,908 km, din Outer Main Belt⁠(d). A fost descoperită pe 8 septembrie 2002 la Haleakalā Observatory⁠(d) de Robert Matson⁠(d). 
Obiectul prezintă o orbită caracterizată de o semiaxă mare de 3,9736438467745 UAi, o excentricitate de 0,15, o înclinație de 8,7 ° în raport cu ecliptica.